# Президентские выборы в Сальвадоре (1944)
Президентские выборы в Сальвадоре проходили в январе 1944 года. Вновь безальтернативным кандидатом был Максимилиано Эрнандес Мартинес, который был в третий раз избран президентом. Результаты голосования не были опубликованы.

## Результаты
| Кандидат                           | Партия                        | Голоса | %   |
| ---------------------------------- | ----------------------------- | ------ | --- |
| Максимилиано Эрнандес Мартинес     | Национальная партия Отечества |        | 100 |
| Недействительных/пустых бюллетеней |                               |        |     |
| Всего                              | Всего                         |        | 100 |
| Источник: Nohlen                   |                               |        |     |